# Aspidogyne misera
Aspidogyne misera är en orkidéart som först beskrevs av Paul Ormerod, och fick sitt nu gällande namn av Paul Ormerod. Aspidogyne misera ingår i släktet Aspidogyne och familjen orkidéer. Inga underarter finns listade i Catalogue of Life.